# Distretto di Wanshan
Il distretto di Wanshan (万山区S, Wànshān QūP) è un distretto della Cina, situato nella provincia del Guizhou e amministrato dalla prefettura di Tongren.